# Тирговиште (аеропорт)
Аеропорт Тирговиште (ІАТА: TGV, ІКАО: LBTG) — регіональний аеропорт у Болгарії розташований за 13 км від однойменного міста.
Розташування аеропорту окрім провінції Тирговиште дозволяє обслуговувати сусідні провінції Шумен та Разград. Має одну злітну смугу довжиною 7260 футів. Дані про роботу аеропорту суперечливі.